# Украинка (Апостоловский район)
Украинка (укр. Українка) — посёлок,
Апостоловский городской совет,
Апостоловский район,
Днепропетровская область,
Украина.
Код КОАТУУ — 1220310101. Население по переписи 2020 года составляет 687 человек.

## Географическое положение
Посёлок Украинка находится на расстоянии в 0,5 км от села Новомарьяновка и в 7-и км от города Апостолово.
Рядом с посёлком протекает большой ирригационный канал.
Рядом проходят автомобильная дорога Т-0419 и
железная дорога, станция Дубки в 4-х км.